# Terespotockie
Terespotockie – wieś w Polsce położona w województwie wielkopolskim, w powiecie nowotomyskim, w gminie Opalenica.
Osada założona została w 1770 roku przez Wojciecha Opalińskiego jako Terespotockie Olędry, a więc jako osada olęderska. Nazwa wsi pochodzi od imienia i nazwiska jego żony - Teresy z Potockich.
W okresie Wielkiego Księstwa Poznańskiego (1815-1848) wieś wzmiankowana była jako Terespołockie i należała do wsi większych w ówczesnym powiecie bukowskim, który dzielił się na cztery okręgi (bukowski, grodziski, lutomyślski oraz lwowkowski). Terespołockie należały do okręgu grodziskiego i stanowiły część majątku Grodzisk (Grätz), którego właścicielem był wówczas Szolc i Łubieński. Według spisu urzędowego z 1837 roku wieś liczyła 220 mieszkańców i 29 dymów (domostw).
W latach 1975–1998 miejscowość administracyjnie należała do województwa poznańskiego.